# Villers-aux-Érables
Villers-aux-Érables (picardisch: Vilèr-à-z’Éraules) ist eine nordfranzösische Gemeinde mit 145 Einwohnern (Stand 1. Januar 2022) im Département Somme in der Region Hauts-de-France. Die Gemeinde liegt im Arrondissement Montdidier, ist Teil der Communauté de communes Avre Luce Noye und gehört zum Kanton Moreuil.

## Geographie
Die im Norden von der Départementsstraße D934 (frühere Route nationale 334), im Westen von der Départementsstraße D23 begrenzte Gemeinde in der Landschaft Santerre liegt rund 4 km nordöstlich von Moreuil an der Départementsstraße D28.

## Geschichte
Die Gemeinde erhielt als Auszeichnung das Croix de guerre 1914–1918.

## Einwohner
| 1962 | 1968 | 1975 | 1982 | 1990 | 1999 | 2006 | 2010 |
| ---- | ---- | ---- | ---- | ---- | ---- | ---- | ---- |
| 104  | 106  | 98   | 94   | 96   | 104  | 125  | 137  |

## Verwaltung
Bürgermeister (maire) ist seit 2008 Christiane Nansot.

## Sehenswürdigkeiten
- Kirche Saint-Sulpice
- Grabkapelle